# 屈雷勒 (上普罗旺斯阿尔卑斯省)
屈雷勒（法語：Curel，法語發音：[kyʁɛl]）是法国上普罗旺斯阿尔卑斯省的一个市镇，属于福卡尔基耶区。

## 地理
屈雷勒（44°10'37"N, 5°39'42"E）面积10.45 平方千米，位于法国普罗旺斯-阿尔卑斯-蓝色海岸大区上普罗旺斯阿尔卑斯省，该省份为法国东南部内陆省份，北起上阿尔卑斯省，西接沃克吕兹省，西北接德龙省，南至瓦尔省，东临滨海阿尔卑斯省，东北部与意大利接壤。
与屈雷勒接壤的市镇（或旧市镇、城区）包括：米拉瓦伊新堡、雅布龙河畔圣樊尚、埃乌尔、拉绍、蒙弗罗克。

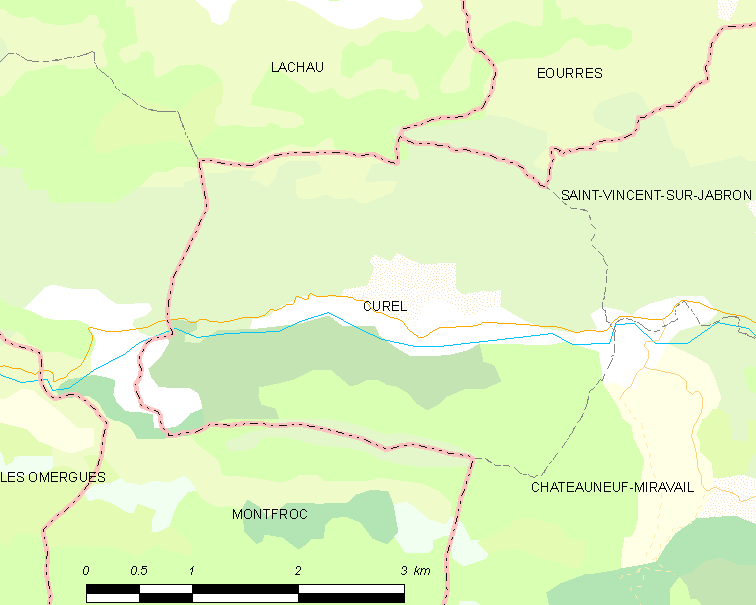
的OSM定位图

屈雷勒的时区为UTC+01:00、UTC+02:00（夏令时）。

## 行政
屈雷勒的邮政编码为04200，INSEE市镇编码为04067。

## 政治
屈雷勒所属的省级选区为锡斯特龙县。

## 人口

1962-2008年间人口变化图示

屈雷勒于2022年1月1日时的人口数量为59人。